# Avro Anson
Avro Anson là một loại máy bay đa năng hai động cơ của Anh, nó được trang bị cho Không quân Hoàng gia, Không quân Hải quân Hoàng gia và không quân các quốc gia khác trong và sau Chiến tranh thế giới II. Tên gọi của loại máy bay này được đặt theo tên của Đô đốc người Anh là George Anson. Ban đầu nó được thiết kế làm nhiệm vụ trinh sát biển, nhưng sau đó đã nhanh chóng trở nên lỗi thời trong nhiệm vụ này. Tuy nhiên, nó đã được sử dụng trong vai trò thích hợp hơn là máy bay huấn luyện kíp lái chuyên lái các loại máy bay nhiều động cơ, nó đã trở thành một trong những trụ cột của Kế hoạch huấn luyện không quân khối thịnh vương chung. Quá trình sản xuất kết thúc vào năm 1952, có 9 biến thể Anson với tổng tộng 8.138 chiếc được chế tạo bởi hãng Avro ở Anh. Từ năm 1941, hơn 2.882 chiếc đã được công ty chế tạo máy bay liên bang Canada chế tạo.
Chỉ có 1 chiếc Mk 1 Avro Anson vẫn còn bay được cho tới ngày nay, một kiểu năm 1936 đã bay trở lại vào ngày 18/7/2012 tại Nelson, New Zealand sau 10 năm vất vả phục chế của Bill và Robyn Reid.

## Biến thể
Biến thể chính của Anson là Mk I, biến thể này có 6.704 chiếc được chế tạo ở Anh. Các biến thể khác chủ yếu phân biệt nhờ động cơ, như máy bay do Canada chế tạo dùng động cơ của Canada. Để khắc phục vấn đề thiếu nguyên liệu thép, 1.051 chiếc Mk V Anson do Canada chế tạo có khung thân làm từ gỗ ép.
Mk I6.688 chiếc Mk I được chế tạo. Lắp 2 động cơ 350 hp (261 kW) Armstrong Siddeley Cheetah IX hoặc 395 hp (295 kW) XIX.
Mk II1.822 chiếc Mk II được chế tạo ở Canada; lắp 2 động cơ 330 hp (246 kW) Jacobs L-6MB R-915.
Mk IIILắp 2 động cơ 330 hp (250 kW) L-6MB R-915; do Anh chế tạo.
Mk IVLắp 2 động cơ Wright Whirlwind; do Anh chế tạo.
Mk V1.069 chiếc Mk V được chế tạo ở Canada cho huấn luyện hoa tiêu; lắp 2 động cơ 450 hp (340 kW) Pratt & Whitney Wasp Junior R-985.
Mk VI1 chiếc chế tạo ở Canada cho huấn luyện xạ thủ và ném bom; lắp 2 động cơ 450 hp (340 kW) Wasp Junior.
Mk X104 chiếc Anson Mk I hoán cải thành Mk X.
Mk 1190 chiếc Anson Mk I hoán cải thành Mk 11.
Mk 1220 chiếc Anson Mk I hoán cải thành Mk 12, cộng 221 chiếc Mk 12 chế tạo mới.
Mk XIIIPhiên bản huấn luyện xạ thủ, lắp 2 động cơ Cheetah XI hoặc XIX; không chế tạo.
Mk XIVPhiên bản huấn luyện xạ thủ, lắp 2 động cơ Cheetah XV; không chế tạo.
Mk XVIPhiên bản huấn luyện hoa tiêu; không chế tạo.
Mk XVPhiên bản huấn luyện ném bom; không chế tạo.
C 19264 được chế tạo cho RAF; dùng làm máy bay liên lạc và vận tải.
T 20Phiên bản huấn luyện hoa tiêu cho RAF, một biến thể của Mk XIX nhằm đáp ứng Đặc tả kỹ thuật T.24/46 của Bộ không quân về một mẫu máy bay huấn luyện hoa tiêu, 60 chiếc.
T 21Phiên bản huấn luyện hoa tiêu cho RAF, một biến thể của Mk XIX nhằm đáp ứng Đặc tả kỹ thuật T.25/46 của Bộ không quân về một mẫu máy bay huấn luyện hoa tiêu, 252 chiếc.
C.21Phiên bản T.21 sửa đổi cho nhiệm vụ liên lạc và vận tải.
T 22Phiên bản huấn luyện sĩ quan vô tuyến cho RAF, một biến thể của Mk XIX nhằm đáp ứng Đặc tả kỹ thuật T.26/46 của Bộ không quân, 54 chiếc.
Anson 18Phát triển từ Avro Nineteen; 12 chiếc bán cho Afghanistan.
Anson 18C13 chiếc chế tạo cho Ấn Độ, dùng làm máy bay huấn luyện dân sự.
Avro Nineteen(còn gọi là Anson XIX): Phiên bản vận tải dân sự; 56 chiếc chế tạo thành 2 phiên bản.
AT-20Định danh của quân đội Hoa Kỳ cho phiên bản Anson II do Canada chế tạo, trang bị cho Không quân Lục quân Hoa Kỳ, 50 chiếc.

## Quốc gia sử dụng
AfghanistanKhông quân Hoàng gia Afghanistan – 13 chiếc Anson 18 nhận được từ năm 1948 và thải loại năm 1972
 Argentinaít nhất 1 chiếc, LV-FBR, 1960.
 ÚcKhông quân Hoàng gia Australia - 1.028 chiếc Anson, thải loại năm 1955
 Bahrain
- Gulf Aviation

 Bỉ
- Không quân Bỉ (15 x Anson I, 2 x Anson 12 vận hành 1946-1954)

 Botswana
 BrasilCompanhia Meridional de Transportes (3 Avro Anson Mk. II vận hành 1945-1946)
 CanadaKhông quân Hoàng gia Canada và Hải quân Hoàng gia Canada
 Cuba
 Tiệp KhắcKhông quân Tiệp Khắc
 EgyptKhông quân Ai Cập
 EstoniaKhông quân Estonia
 EthiopiaKhông quân Ethiopia
 Phần LanKhông quân Phần Lan
 PhápKhông quân Pháp và Aeronavale
 GreeceKhông quân Hoàng gia Hy Lạp
 IndiaKhông quân Hoàng gia Ấn Độ
 IranKhông quân Đế quốc Iran
 IraqKhông quân Hoàng gia Iraq
 IrelandQuân đoàn không quân Ireland
 IsraelKhông quân Israel
 Hà LanKhông quân Hoàng gia Hà Lan và Không quân Hải quân Hà Lan
 New ZealandKhông quân Hoàng gia New Zealand
 Na UyKhông quân Hoàng gia Na Uy
 ParaguayKhông quân Paraguay
 Bồ Đào NhaKhông quân Bồ Đào Nha
 RhodesiaKhông quân Hoàng gia Rhodesia
 Ả Rập Xê ÚtKhông quân Hoàng gia Ả rập Saudi
 South AfricaKhông quân Nam Phi
 Southern RhodesiaKhông quân Nam Rhodesia
 SyriaKhông quân Syria
 Thổ Nhĩ KỳKhông quân Thổ Nhĩ Kỳ
 Anh QuốcKhông quân Hoàng gia và Hải quân Hoàng gia
- Bộ hàng không dân dụng
- Railway Air Services

 Hoa Kỳ50 chiếc Anson do Canada chế tạo trang bị cho Không quân Hoa Kỳ với tên gọi AT-20.
 Nam TưKhông quân Nam Tư

## Tính năng kỹ chiến thuật (Mk I)

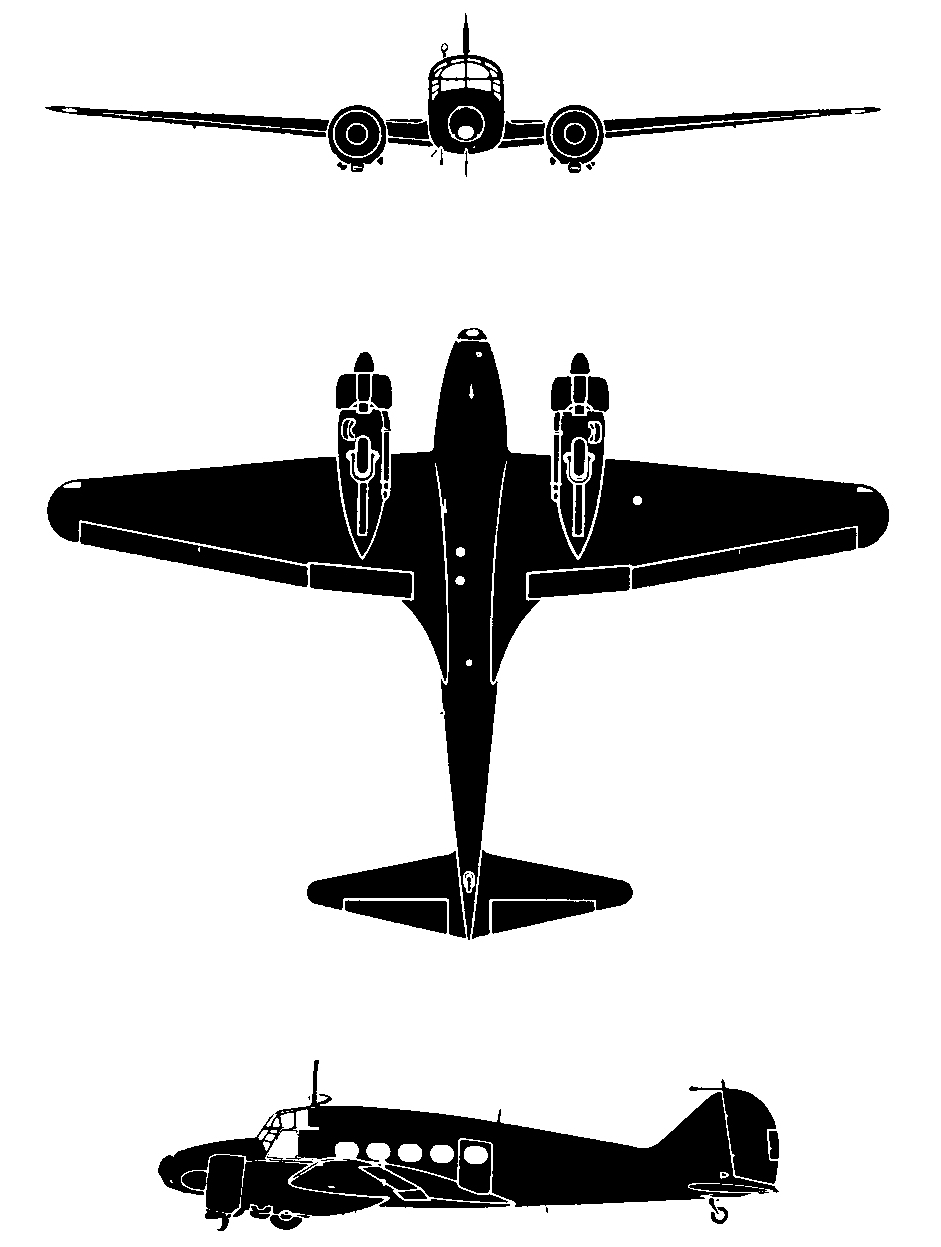
Avro Anson T20

David. The Hamlyn Concise Guide to British Aircraft of World War II 

### Đặc điểm riêng
- Tổ lái: 3-4
- Chiều dài: 42 ft 3 in (12,88 m)
- Sải cánh: 56 ft 6 in (17,22 m)
- Chiều cao: 13 ft 1 in (3,99 m)
- Diện tích cánh: 463 ft² (43,1 m²)
- Trọng lượng rỗng: 5.512 lb (2.500 kg)
- Trọng lượng có tải: 7.955 lb (3.608 kg)
- Trọng lượng cất cánh tối đa: 8.500 lb (3.900 kg)
- Động cơ: 2 × Armstrong Siddeley Cheetah IX, 355 hp (260 kW) mỗi chiếc

### Hiệu suất bay
- Vận tốc cực đại: 188 mph (163 kn, 303 km/h)
- Tầm bay: 790 mi (690 nmi, 1.300 km)
- Trần bay: 19.000 ft (5.791 m)
- Vận tốc lên cao: 750 ft/phút (3,8 m/s)
- Lực nâng của cánh: 17,2 lb/ft² (83,9 kg/m²)
- Lực đẩy/trọng lượng: 0,088 hp/lb (140 W/kg)

### Vũ khí
- 1 súng máy.303 in (7,7 mm)
- 1 súng máy Vickers K.303 in (7,7 mm)
- 360 lb (163 kg) bom